# صفاق
صِفاق یا شکم‌شامه از سلول های سنگ فرشی ساده (تک لایه) ساخته شده است در کالبدشناسی، غشاء نازکی است که دیواره‌های حفرهٔ شکم (کاواک) و بخش بزرگی از احشاء (اندرونه) را می‌پوشاند و از بخش‌های مهم حفاظت می‌کند. می‌توان  صفاق را به‌صورت بادکنکی در نظر گرفت که اعضای مختلف، از خارج  به طرف داخل این بادکنک، فشرده شده‌اند.
نام‌های دیگر صفاق عبارتند از پریتونئوم (Peritoneum)، آب‌شامهٔ شکم و پاشام شکم و کاواک‌پوش.
صفاق یک غشاء خونابی (سروزی) است که سطح داخلی حفرهٔ صفاقی (شکمی) و حفرات لگنی را می‌پوشاند (صفاق جداری)، یا احشاء را دربر می‌گیرد (صفاق احشائی=اندرونه‌پوش).
لایه سروزی یا نیام Tunica پرده‌ای است که جدار خارجی حفره‌های بدن را می‌پوشاند و روی سطوح اعضای داخلی برمی‌گرداند. این پرده، ماده‌ای آبکی ترشح می‌کند.

صفاق وسیع‌ترین غشای سروزی بدن است.
پردهٔ صفاق از دو ورق تشکیل شده‌است: یکی ورق کناری جداری یا صفاق جانبی که سطح درونی دیوارهٔ شکم و لگن را می‌پوشاند. دیگری ورق اندرونه‌ای یا صفاق احشایی که احشاء، درون شکم و لگن را مفروش می‌سازد.

## چین‌ها
وظیفه چین‌های صفاقی، آویزان شدن احشای شکمی به درون شکم، متحرک ساختن احشای داخل صفاق و ایجاد مسیری برای عبور عروق خونی، عروق لنفی و اعصاب می‌باشد. نکات مهم در مورد نامگذاری چین‌های صفاقی عبارتند از: الف) از ترکیب پیشوند Mes یا Meso و نام احشای مربوطه نامگذاری می‌شود (مانند بند نگهدارنده روده بزرگ (Meso+Colon=Mesocolon)؛ (مزانترها، چین‌خوردگی‌های دو لایه صفاق می‌باشند که قسمت‌هایی از روده‌ها را به جدار خلفی شکم وصل می‌کند). چین یا چین خوردگی صفاقی بلند، متصل به معده را چادرینه گویند (مانند چادرینه بزرگ). چین‌های دو لایه صفاقی که عضوی را به عضو یا دیواره عضو دیگر متصل می‌کند. به این چین دو لایه، رباط  می‌گویند.
چین‌های شکم‌شامه‌ای نسبت به وضعی که دارند نام‌های گوناگونی دارند بدین شرح:
1. بند: چین صفاقی است که دیواره را به قسمتی از لولهٔ گوارشی متصل می‌نماید. بند از دو ورق تشکیل شده و در ضخامت آن عروق و اعصاب قرار دارد. بندهای مزبور عبارتند از: بند معده، بند دوازدهه، بند روده، بند پس‌روده، برخی از چین‌های صفاقی اعضای تناسلی را نیز بند می‌نامند مثل بند تخمدان.
2. رباط: چین‌های صفاقی می‌باشند که بین دیواره و اعضایی که جزو لولهٔ گوارشی نیستند قرار دارند مثل رباط پهن که زهدان را به دیواره مربوط می‌سازد.
3. چادرینه: چین صفاقی است که دو عضو داخل بطن (از دستگاه گوارش) را به یکدیگر مربوط می‌سازد مانند چادرینه کوچک یا چادرینه معدی کبدی.

- ۴- نیام یا تیغه: در بعضی مواقع دو یا چند ورق صفاقی که در مجاورت یکدیگر قرار گرفته‌اند بهم متصل شده تیغهٔ واحدی را تشکیل می‌دهند. عده‌ای از آن‌ها به آسانی از یکدیگر مجزا می‌شوند ولی برخی کاملاً بهم چسبیده و غیرقابل تفکیک می‌باشند.[۱]

## نکات کالبدشناختی
۱) لایهٔ جداری صفاق در ناحیهٔ شکم، توسط شش عصب سینه‌ای تحتانی و نخستین عصب کمری (L1) عصب‌دهی می‌شود. لایهٔ جداری صفاق در لگن، توسط عصب اوبتوراتور عصب‌دهی می‌شود. (لایهٔ جداری نسبت به درد، حرارت و فشار حساس است.) اما لایهٔ احشایی صفاق، توسط رشته‌های اعصاب خودگردان (اتونوم) عصب‌دهی می‌شود و نسبت به درد حساس نیست، بلکه نسبت به کشش حساس است. (در صورت کشش بیش از حد مزانتر، حس درد از نوع احشایی خواهد بود.)
۲) حفرهٔ صفاقی در مردان یک کیسهٔ کاملاً بسته است (سطح داخلی آن با اپی‌تلیوم سنگفرشی ساده یا مزوتلیوم پوشیده شده‌است). اما در زنان، انتهای لوله‌های رحمی به داخل حفرهٔ صفاقی باز می‌شوند. بنابراین، حفرهٔ صفاقی در زنان از طریق لوله‌های رحمی، رحم و واژن با خارج از بدن ارتباط دارد.
۳) حفرهٔ صفاقی به دو بخش تقسیم می‌شود:
الف) کیسهٔ مهتر (Greater sac): قسمت اصلی و بزرگ‌تر حفرهٔ صفاقی.
ب) کیسهٔ کهتر (Lesser sac): قسمت کوچک حفرهٔ صفاقی که در پشت معده و اُمنتوم کوچک قرار دارد. ارتباط این دو کیسه از طریق سوراخ چادرینه‌ای (Foramen of Winslow) برقرار می‌شود. حدود این سوراخ عبارت‌اند از: در قدام، ورید باب؛ در خلف، ورید اجوف تحتانی (IVC) و مهرهٔ T12؛ در بالا، لوب دمی کبد؛ در پایین، بخش نخست دوازدهه و قسمت افقی شریان هپاتیک.
۴) مری شکمی، معده، کبد، طحال، رودهٔ باریک، رودهٔ بزرگ (Colon)، رودهٔ کور (سکوم، Cecum)، کولون عرضی (Transverse colon) و کولون سیگموئید (Sigmoid colon) جزء اعضای داخل صفاق هستند. آئورت شکمی، ورید اجوف تحتانی (IVC)، ورید باب و اعصاب شکم و لگن و همچنین بخش‌هایی از دستگاه ادراری (مانند کلیه)، کولون صعودی (Ascending colon) و کولون نزولی (Descending colon) جزء اعضای خلف صفاق هستند (این اعضا به جدار خلفی شکم چسبیده و تنها از قدام با صفاق پوشیده می‌شوند).

## وظایف صفاق
الف) محافظت از احشاء: حفاظت احشاء در برابر عفونت‌ها به دلیل وجود سلول‌های بیگانه‌خوار (فاگوسیت).
ب) حرکت احشاء: ایجاد سطح لغزنده برای حرکت آزاد احشاء شکمی.
پ) ترمیم زخم‌ها: توسط فیبروبلاست‌ها (سلول‌های مزوتلیال صفاق می‌توانند به فیبروبلاست تبدیل شوند).
ت) ذخیرهٔ چربی: توسط چین‌های صفاقی.
۵) چادرینه بزرگ، انحنای بزرگ معده را به کولون عرضی (Transverse colon) و مزوکولون عرضی وصل می‌کند. چادرینه کوچک، انحنای کوچک معده را به رباط وریدی و حاشیهٔ ناف کبد متصل می‌کند.
۶) تجمع مایع در حفرهٔ صفاقی را آسیت (Ascites) می‌نامند. هپاتیت، سیروز و افزایش فشار ورید باب از علل شایع آن هستند. در پرتونگاری، روده‌ها در میانهٔ شکم فشرده و متراکم دیده می‌شوند.
۷) وجود هوا در حفرهٔ صفاقی را پنوموپریتونئوم (Pneumoperitoneum) می‌نامند. این حالت ممکن است بر اثر ضربه، جراحی شکم یا سوراخ شدن معده و روده رخ دهد. هوای موجود در صفاق طی ۶ تا ۹ روز جذب می‌شود. نشانهٔ پرتونگاری آن، تجمع هلالی‌شکل هوا زیر دیافراگم دوطرف است. در صورت شک به وجود مقدار کم گاز، پرتونگاری در وضعیت خوابیده به پهلوی چپ (Left Lateral Decubitus) انجام می‌شود.
۸) وجود خون در حفرهٔ صفاقی را هموپریتونئوم (Hemoperitoneum) می‌نامند که معمولاً ناشی از آسیب به کبد، طحال و غیره است.
۹) التهاب صفاق را پریتونیت (Peritonitis) می‌نامند که ممکن است به دلیل عفونت یکی از احشاء باشد. (پسوند «itis-» به معنای التهاب است.)
۱۰) لاپاروسکوپی (Laparoscopy): مشاهدهٔ مستقیم حفرهٔ شکم با استفاده از لاپاروسکوپ. (پسوند «-scopy» به معنای مشاهدهٔ عینی است.)
۱۱) درد لایهٔ جداری صفاق از نوع سوماتیک است زیرا توسط اعصاب سوماتیک عصب‌دهی می‌شود و محل آن به‌طور دقیق قابل تشخیص است. در مقابل، عصب‌دهی لایهٔ احشایی صفاق و مزانترها توسط اعصاب خودگردان است و محل درد به‌طور دقیق مشخص نمی‌شود.

## بن‌بست‌های صفاقی
بن‌بست صفاقی‌ها (Peritoneal recesses) به دو دستهٔ کلی تقسیم می‌شوند: بن‌بست دوازدهه و بن‌بست سکوم (Cecum).

### بن‌بست‌های دوازدهه
این بن‌بست‌ها پنج عدد هستند و نزدیک زاویهٔ دئودنوژژنال (Duodenojejunal flexure) قرار دارند:
بن‌بست دوازدهه فوقانی (Superior duodenal recess): در محاذات مهرهٔ L2 (فراوانی ۵۰٪).
بن‌بست دوازدهه تحتانی (Inferior duodenal recess): در محاذات مهرهٔ L3 (فراوانی ۷۵٪).
بن‌بست پارا دوازدهه (Paraduodenal recess): فراوانی ۲۰٪.
بن‌بست رترو دوازدهه (Retro-duodenal recess): نادر ولی بزرگ‌ترین (عمق ۸ تا ۱۰ سانتی‌متر).
بن‌بست دئودنوژژنال (Duodenojejunal recess): فراوانی ۲۰٪.

### بن‌بست‌های سکوم
این بن‌بست‌ها سه عدد هستند و نزدیک رودهٔ کور (سکوم، Cecum) قرار دارند:
بن‌بست ایلئوسکال فوقانی (Superior ileocecal recess): بین ایلئوم (Ileum) و کولون صعودی (Ascending colon).
بن‌بست ایلئوسکال تحتانی (Inferior ileocecal recess).
بن‌بست رتروسکال (Retrocecal recess): در پشت رودهٔ کور (سکوم، Cecum).

## نگارخانه

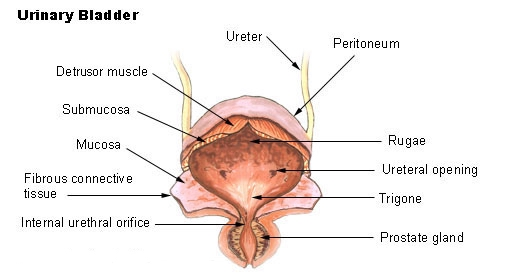
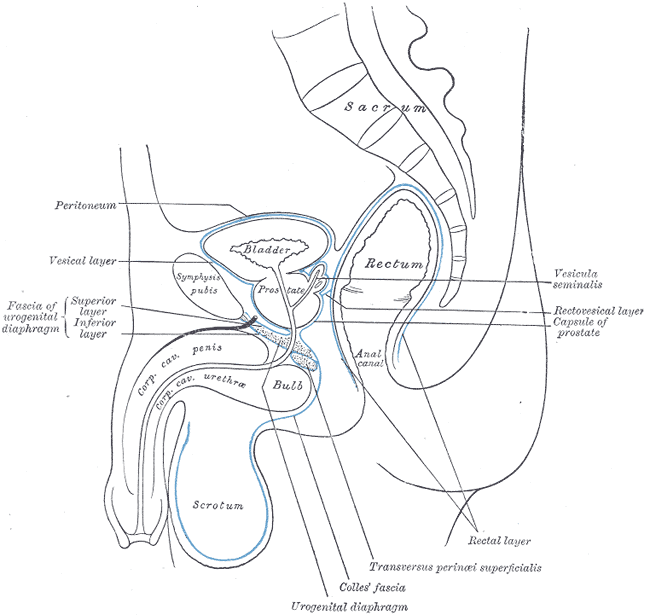
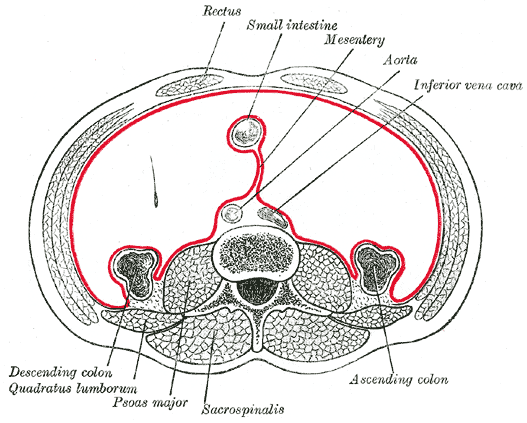
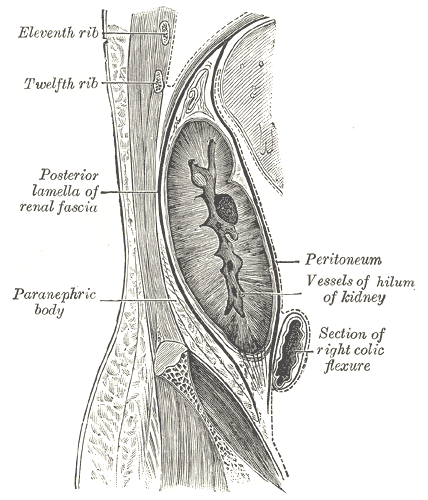
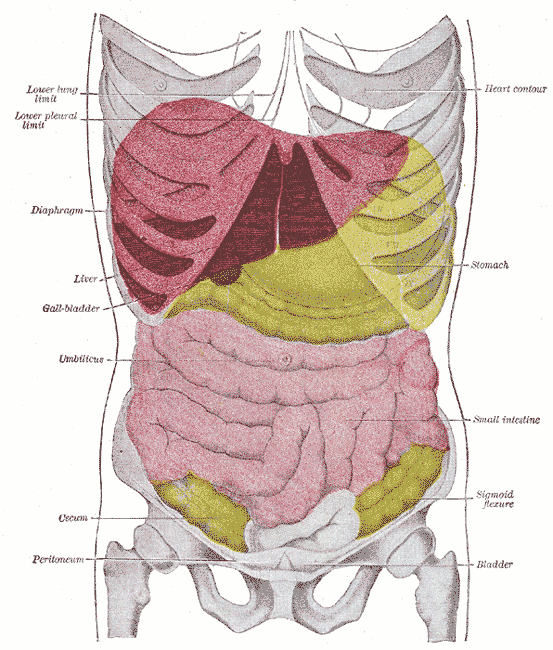
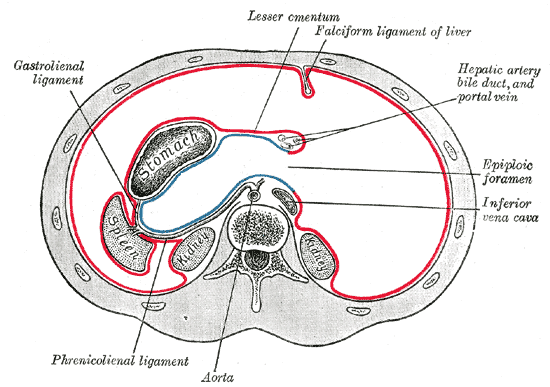